# كر سياه (بختاجرد)
كر سياه (بالفارسية: کرسیاه) هي قرية تقع في إيران في البلدة المركزية. يقدر عدد سكانها بـ 850 نسمة .